# Дивизион «Центр» (Молодёжная хоккейная лига)
Дивизион «Центр» — один из дивизионов Молодёжной хоккейной лиги, образованный в 2010 году как один из 4-х дивизионов с целью разделения команд по географическому принципу.

## Состав дивизиона в сезоне 2011/2012
- «Амурские Тигры» Хабаровск
- «Капитан» Ступино
- «Красная Армия» Москва
- «Мытищинские Атланты» Мытищи
- «Русские Витязи» Чехов
- «Снежные Барсы» Астана
- МХК «Спартак» Москва
- ХК МВД Балашиха